# Lista över Brandys inspelningar
Den amerikanska singer-songwritern Brandy Norwood har spelat in material till sina sex studioalbum och samarbetet med andra artister på duetter och gästinhopp på deras respektive album och välgörenhetssinglar. Efter att Norwood skrev på för Atlantic Records 1993 jobbade hon med Keith Crouch och R&B-gruppen Somethin' for the People vilka skrev och producerade mestadelen av hennes debutalbum Brandy (1994). Musikern Robin Thicke bidrog med text till balladen "Love Is on My Side" medan skådespelaren och sångaren Rahsaan Patterson hjälpte till att skriva singeln "Baby". Rodney "Darkchild" Jerkins och hans team skrev och producerade tio av 16 spår på Norwoods andra studioalbum Never Say Never (1998). Huvudsingeln "The Boy Is Mine" skrevs av Norwood, Jerkins, LaShawn Daniels, Fred Jerkins III och Joana Tejeda medan tredje singeln, "Have You Ever?" skrevs av den prishyllade låtskrivaren Diane Warren.
Norwood fortsatte sitt samarbete med Jerkins på sitt tredje studioalbum Full Moon (2002) på vilken han återigen stod bakom 10 av albumets spår, däribland huvudsingeln "What About Us?". Flera olika låtskrivare och kompositörer skapade resten, däribland Warryn Campbell, Fred Jerkins III, Big Bert och Mike City. Den sistnämnda sammansatte albumets titelspår. På sitt fjärde studioalbum, Afrodisiac (2004), valde Norwood att inte fortsätta sitt arbete med Jerkins utan anlitade Timbaland och hans protogé Walter Millsap III för att skapa majoriteten av albumet. På den slutgiltiga innehållsförteckningen hade Timbaland bidragit med 11 spår, däribland titelspåret, "Who Is She 2 U" och promosingeln "Turn It Up". Rapparen Kanye West och Harold Lilly hjälpte till att komponera huvudsingeln "Talk About Our Love" och "Where You Wanna Be". Den förstnämnda låten samplar Mandrills låt "Gilly Hines" (1978) vilken sammansattes av Claude Cave II, Carlos, Louis och Ricardo Wilson vilka också krediterades som låtskrivare på Norwoods album.
Norwoods femte studioalbum Human (2008) blev hennes första under Epic Records och markerade en återförening med Jerkins. Han producerade åtta albumspår, däribland båda singlarna "Right Here (Departed)" och "Long Distance". Sångaren Bruno Mars krediterades som låtskrivare till det sistnämnda stycket. Andra som bidrog med material var den kanadensiska musikern Esthero, den brittiska popsångaren Natasha Bedingfield och den amerikanska singer-songwritern Frank Ocean. Two Eleven (2012), Norwoods sjätte studioalbum blev hennes första under RCA Records och presenterade en ny kreativ ledning då hon valde att jobba med en mängd olika musiker. Sean Garrett, Chris Brown, Rico Love och Bangladesh var några samarbetspartners samt Mike WiLL Made It, and Mario Winans.

## Utgivet material

### Som huvudartist

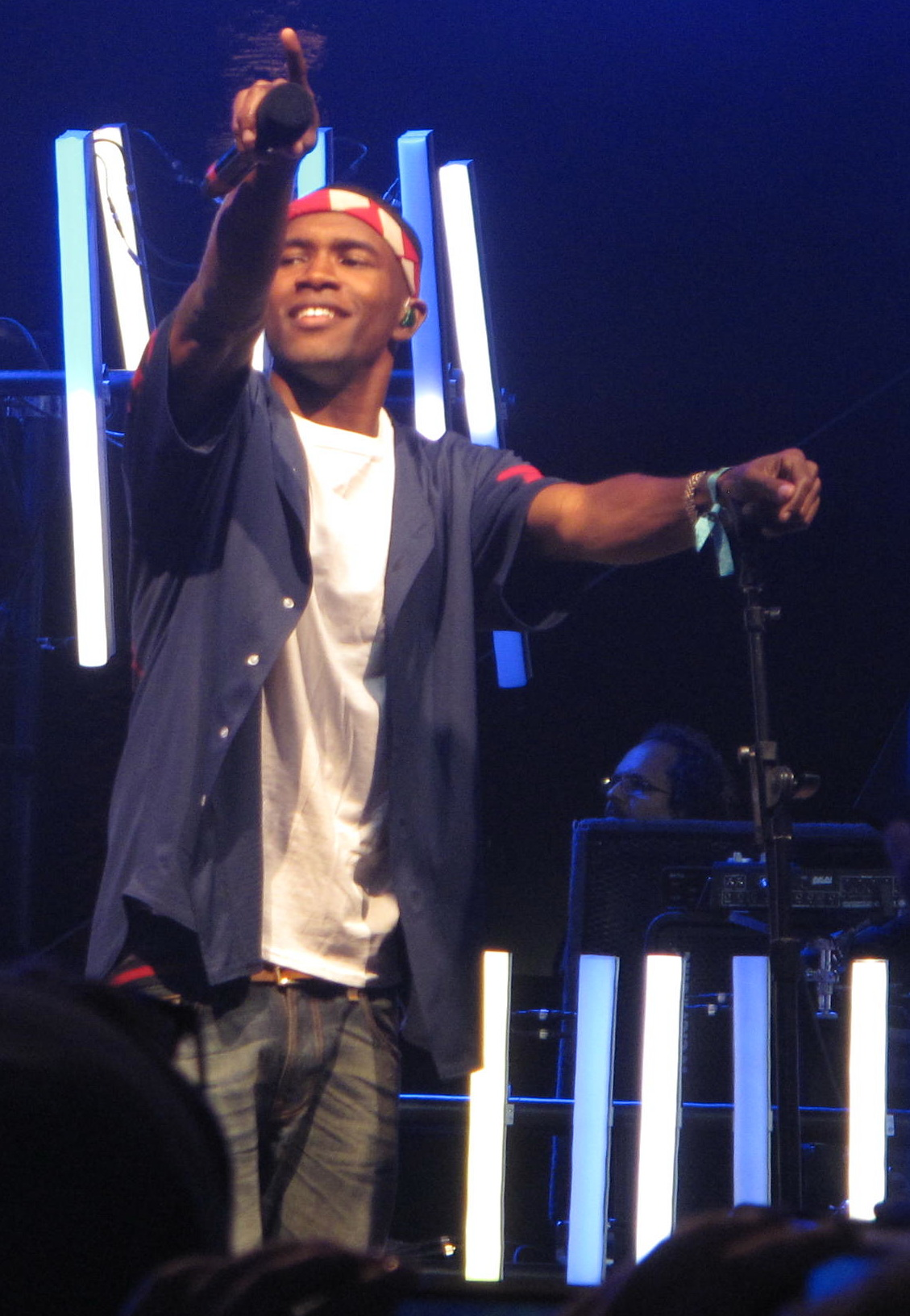
Frank Ocean hjälpte till att skriva "1st & Love", ett av flera samarbeten med Norwood.

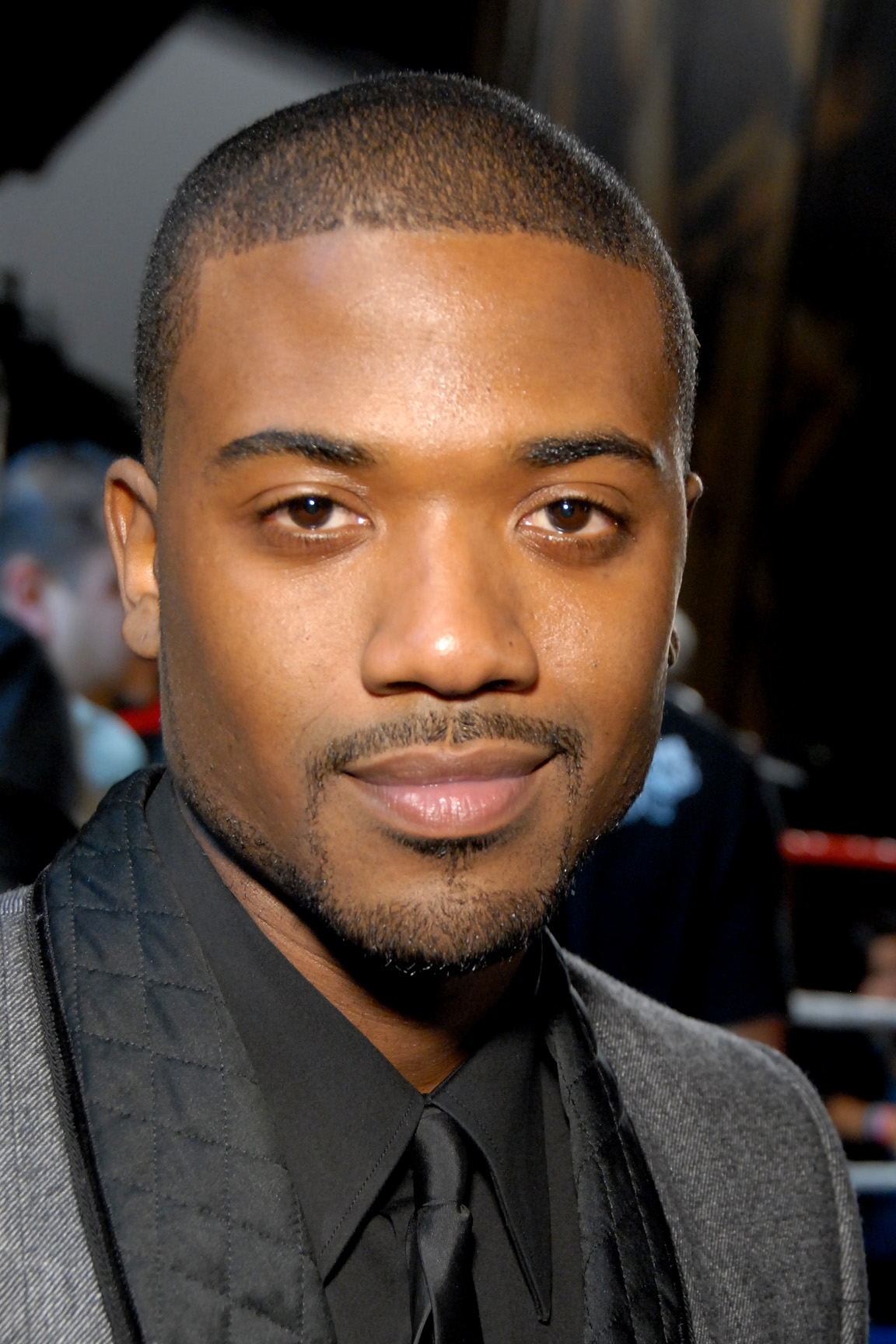
Norwood har skapat musik med sin yngre bror Ray J flera gånger. 2011 spelade hon in "A Family Business" till soundtrackalbumet med samma namn.

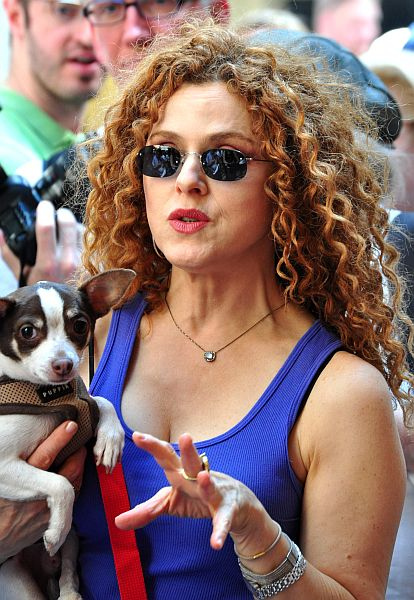
Norwood spelade in "A Lovely Night" med Bernadette Peters inför filmen Askungen 1997.

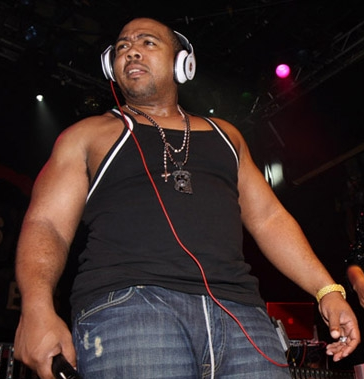
Timbaland producerade mestadeln av Norwoods album Afrodisiac, däribland det pop-influerade titelspåret.

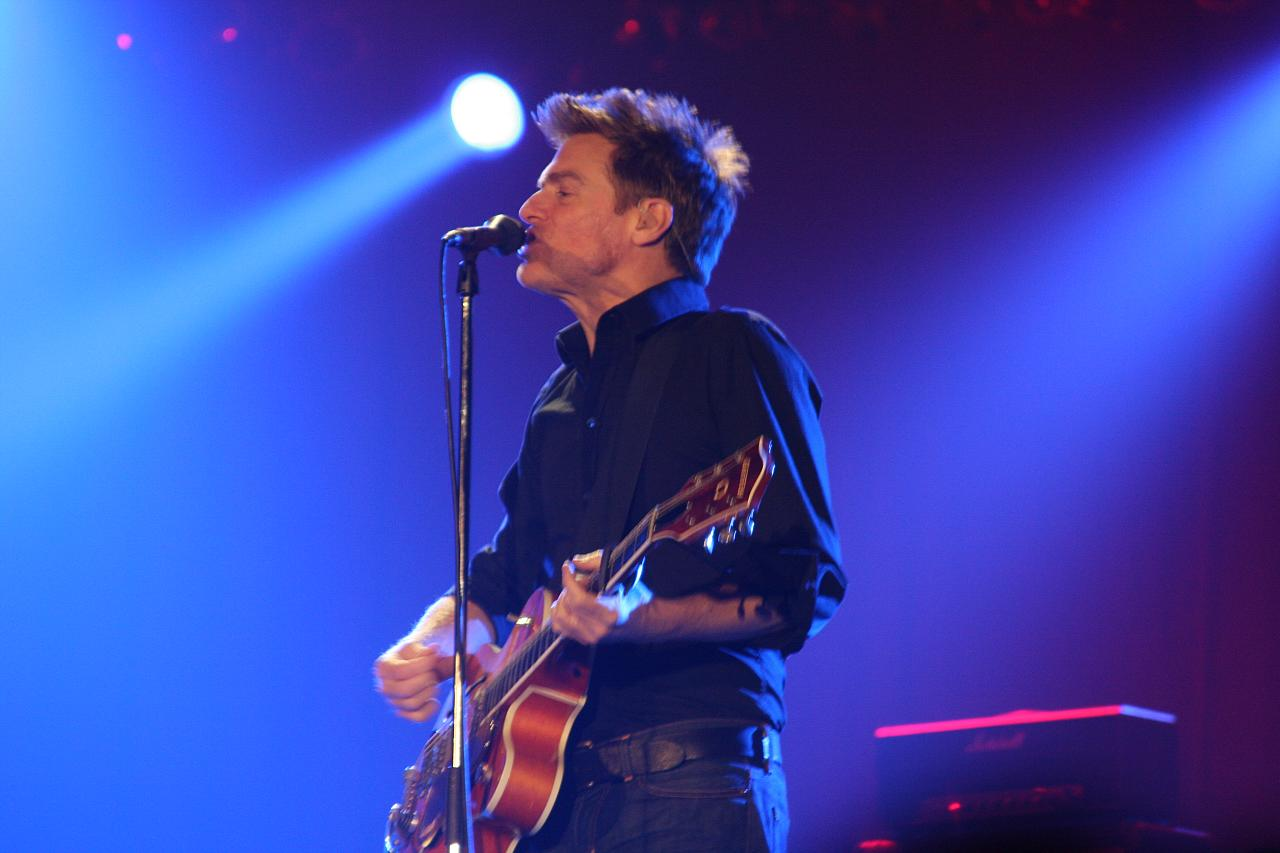
Bryan Adams skrev och producerade "(Everything I Do) I Do It for You" som inkluderades på hans album Waking up the Neighbours (1991). Norwoods cover av låten gavs ut som en singel i Oceanien 1999.

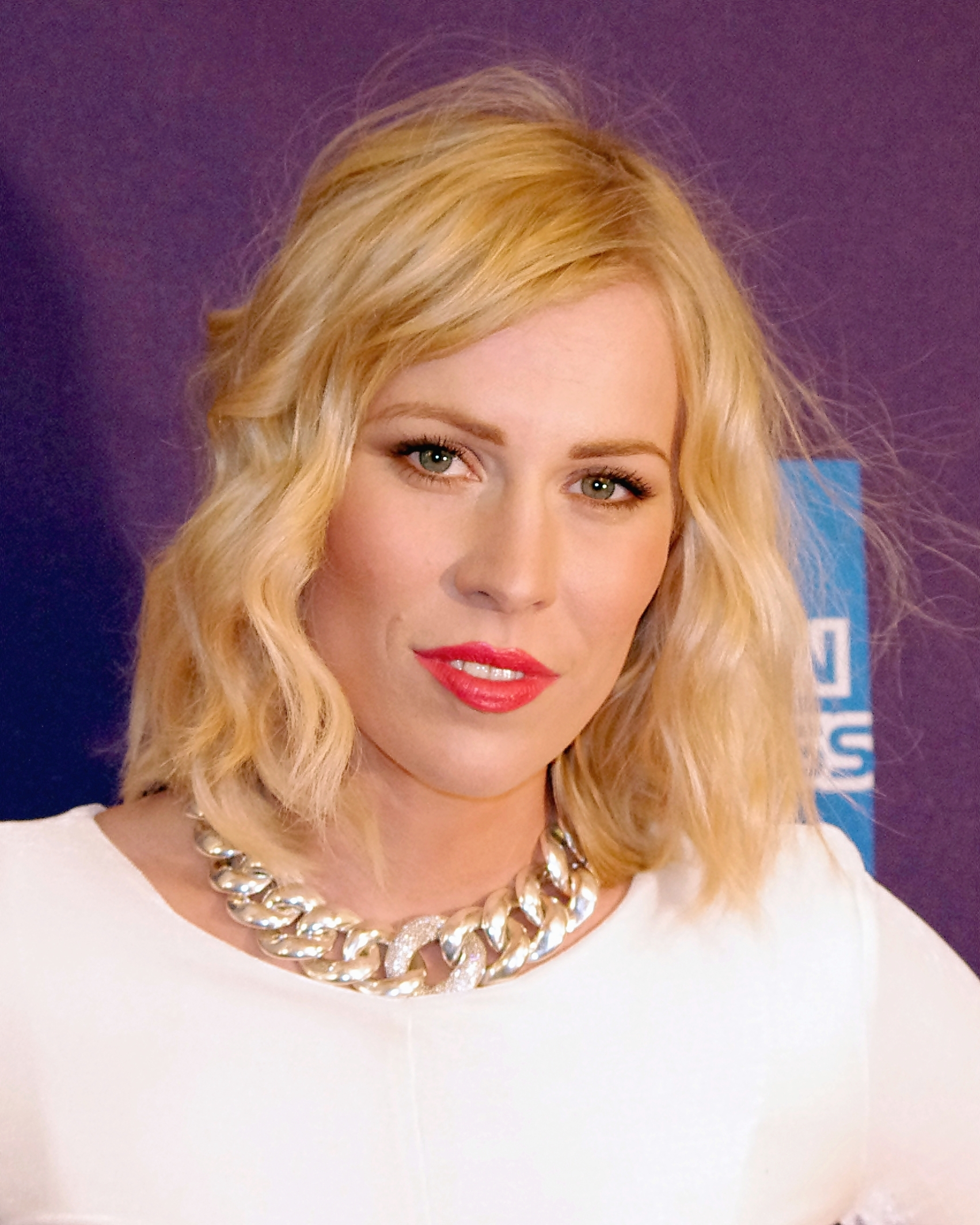
Den brittiska singer-songwritern Natasha Bedingfield hjälpte till att skriva "Fall" till Human.

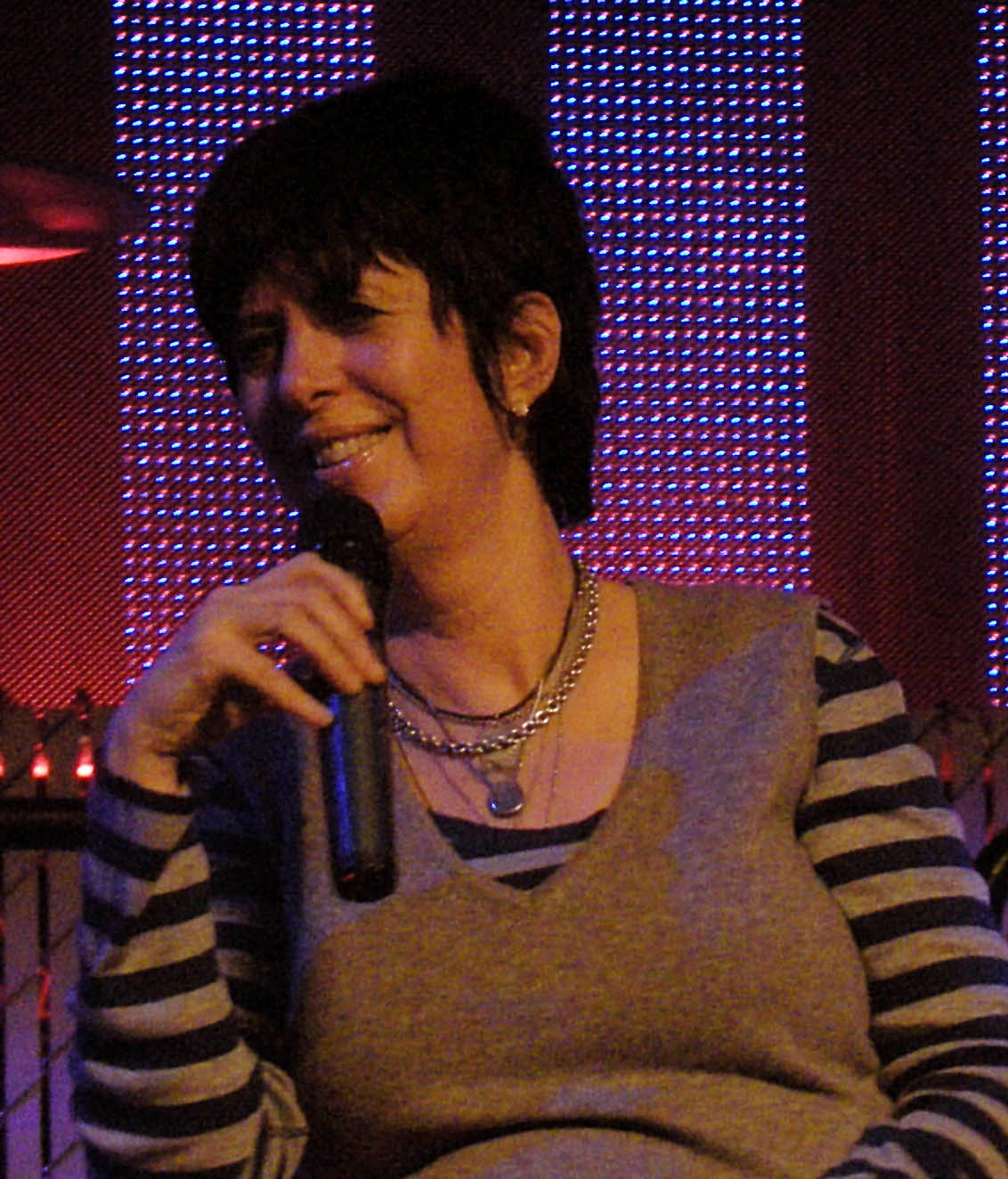
Diane Warren skrev "Have You Ever?" under julnatten 1997. Norwood spelade in låten som senare nådde förstaplatsen på amerikanska singellistan Billboard Hot 100.

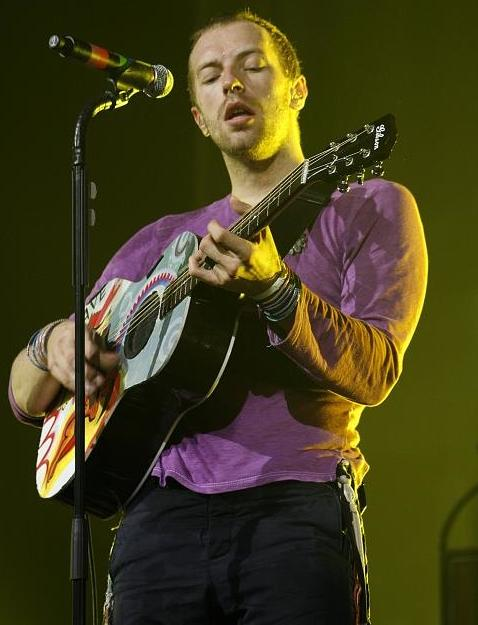
"I Tried" och "Should I Go" interpolerar låtar av det brittiska bandet Coldplay och bandmedlemmen Chris Martin krediterades därav som en av låtskrivarna till spåren.

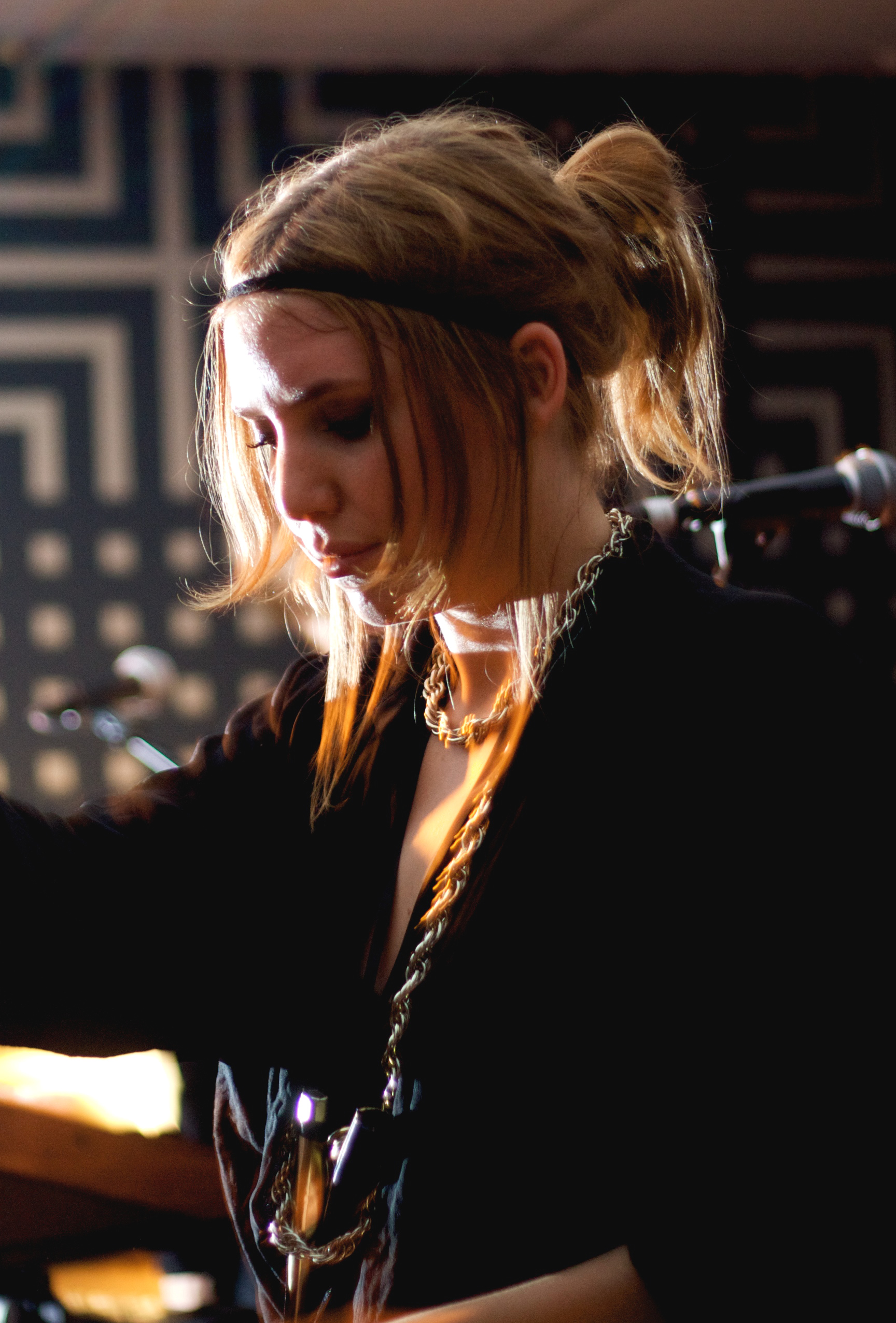
"Let Me Go" innehåller en sampling av Lykke Lis "Tonight" och krediterades därav som en av låtens låtskrivare.

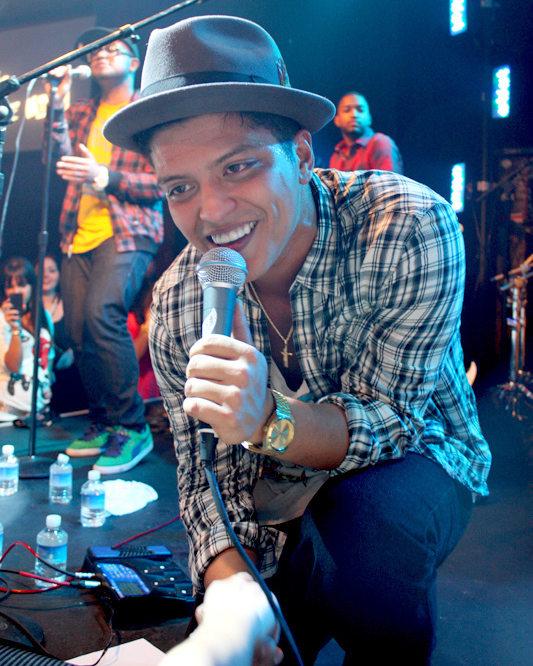
Bruno Mars hjälpte till att skriva "Long Distance" och bidrog även med bakgrundssång.

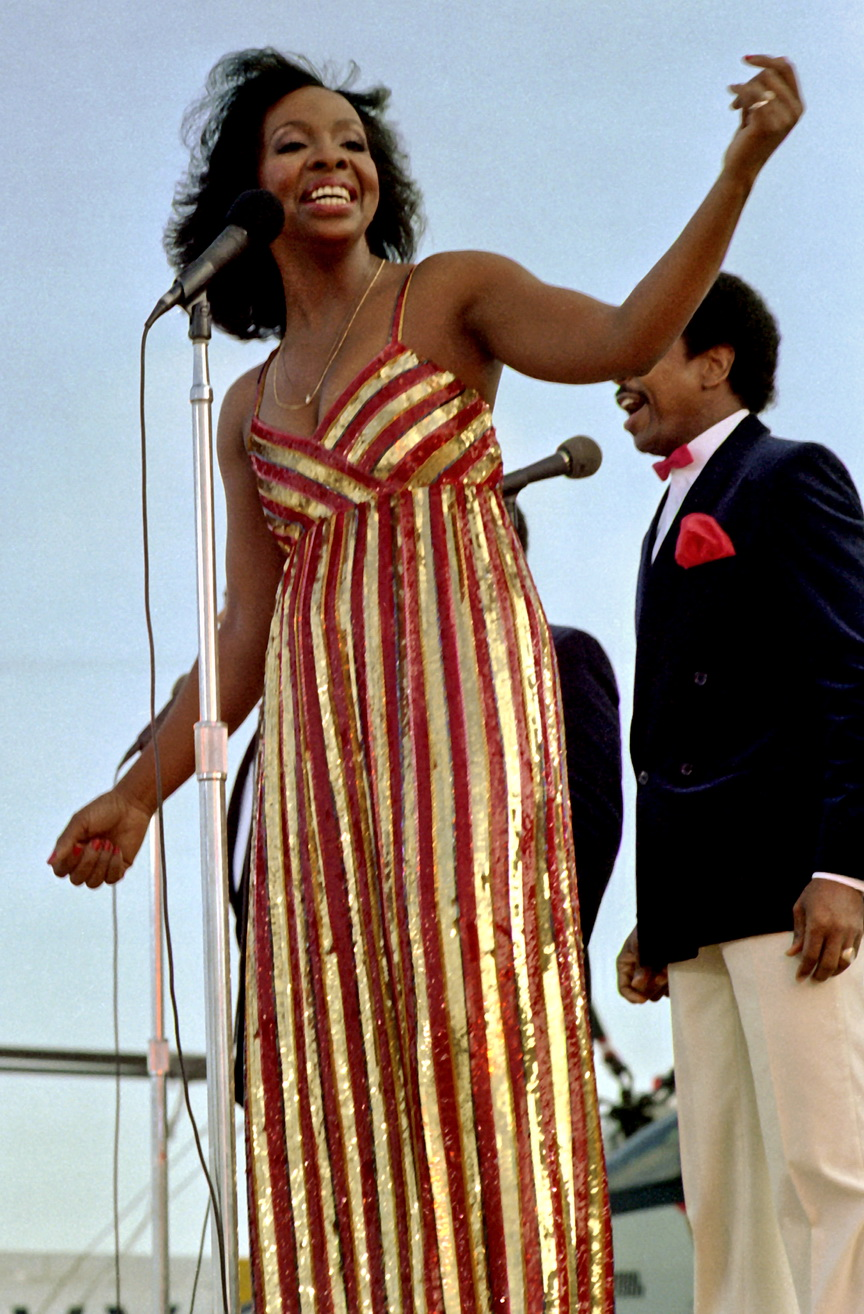
1996 spelade Norwood, Gladys Knight (på bilden), Chaka Khan och Tamia in "Missing You" till den amerikanska dramafilmen Set it Off. Låttexten beskriver en stark vänskap mellan fyra kvinnor och avsaknaden av bortgångna nära och kära.

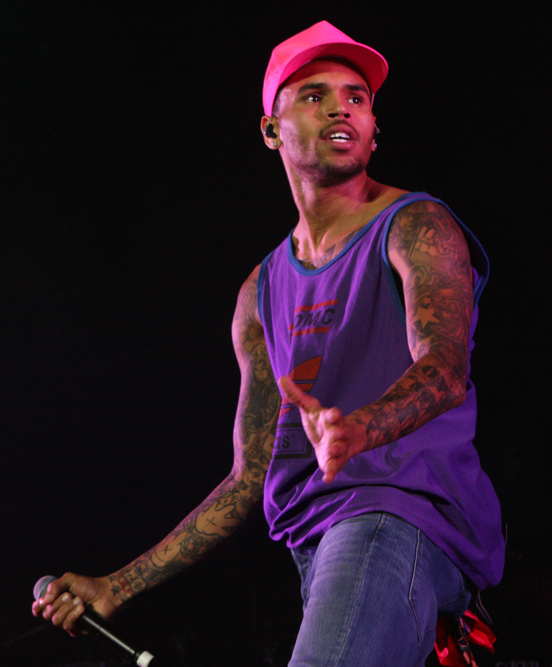
Chris Brown medverkade som gästartist på "Put It Down" som nådde tredjeplatsen på den amerikanska topplistan Hot R&B/Hip-Hop Songs.

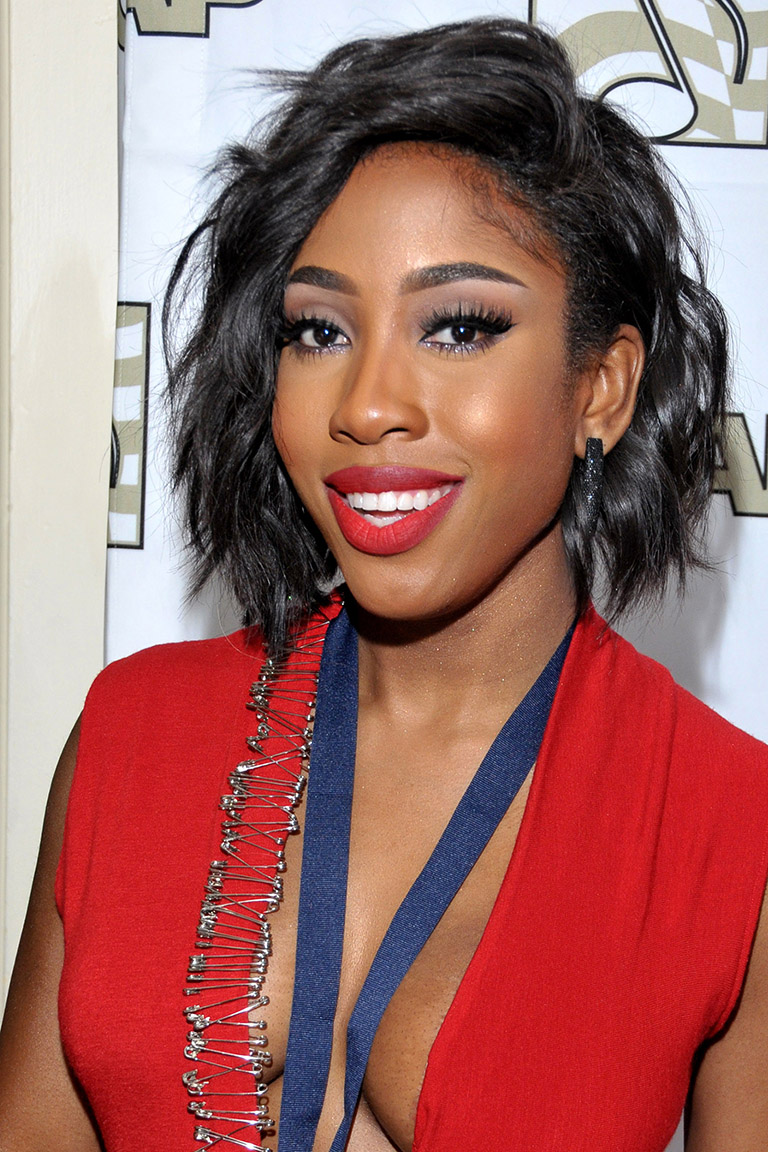
Sevyn Streeter hjälpte till att skriva "Slower" vars låttext handlar om sex och inleds med versen "My baby got a lot to learn, come here let Mama bring you up to speed".

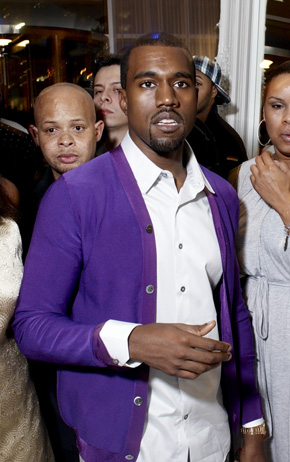
Kanye West skrev och producerade "Talk About Our Love" och medverkade som gästiartist på låten.

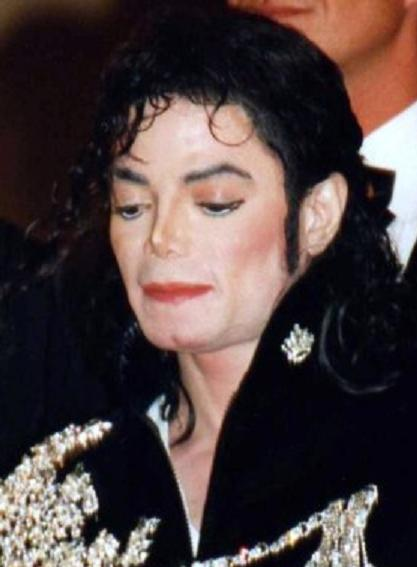
"True" skrevs av RedOne och Claude Kelly och var först tänkt att ges till Michael Jackson (på bilden) innan Epic Records beslutade att ge låten till Norwood.

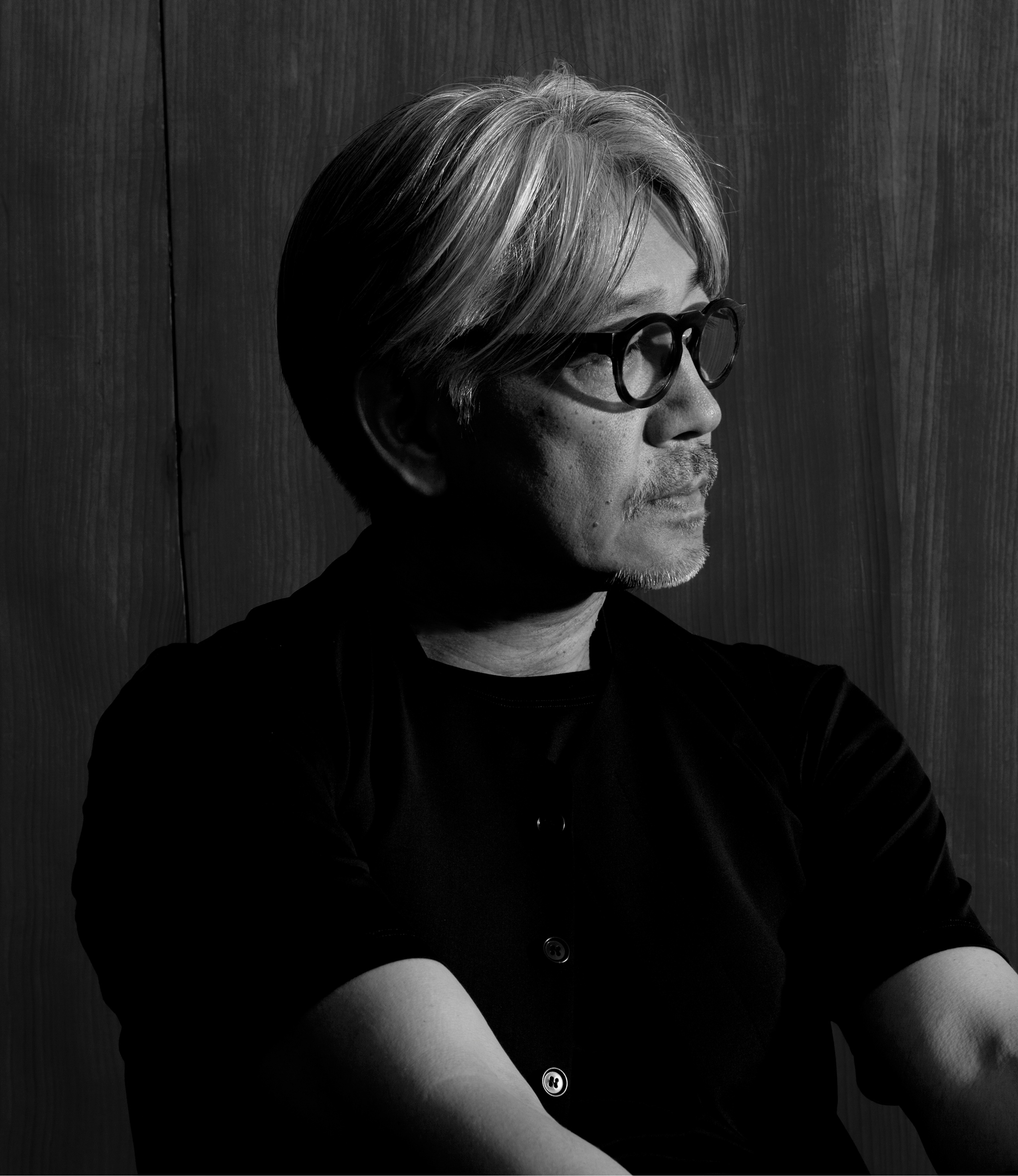
"Wish Your Love Away" samplar "Ending Theme" från TV-spelet Seven Samurai, komponerad av den japanska producenten Ryuichi Sakamoto. Han krediterades därför som en av låtskrivarna till låten.

| Låtar utgivna som singlar | Indikerar singelutgivning |

| Låt                                       | Artist(er)                                 | Låtskrivare | Album                                 | År   | Ref.   |
| ----------------------------------------- | ------------------------------------------ | --- | ------------------------------------- | ---- | ------ |
| "1st & Love"                              | Brandy                                     | Chauncey Hollis Rich King Christopher Breaux Jesse Woodard                                                         | Human                                 | 2008 | [ 7 ]  |
| "A Capella (Something's Missing)"         | Brandy                                     | Kenneth Charles Coby Chad C. Roper LeChe D. Martin Tiyon Mack                                                      | Human                                 | 2008 | [ 7 ]  |
| "A Family Business"                       | Brandy, Ray J, Willie & Sonja Norwood      | Brandy Norwood Willie Norwood, Jr. A. Aiken C. Ross Willie Norwood, Sr.                                            | A Family Business                     | 2011 | [ 15 ] |
| "A Lovely Night"                          | Brandy with Bernadette Peters & Veanne Cox | Richard Rodgers Oscar Hammerstein II                                                                               | Askungen                              | 1997 | [ 16 ] |
| "Afrodisiac"                              | Brandy                                     | Isaac Phillips Kenisha Pratt Kenneth Pratt Tim Mosley                                                              | Afrodisiac                            | 2004 | [ 8 ]  |
| "All in Me"                               | Brandy                                     | LaShawn Daniels Fred Jerkins III Rodney Jerkins                                                                    | Full Moon                             | 2002 | [ 17 ] |
| "Almost Doesn't Count"                    | Brandy                                     | Guy Roche Shelly Peiken                                                                                            | Never Say Never                       | 1998 | [ 18 ] |
| "Always on My Mind"                       | Brandy                                     | Kenneth Crouch | Brandy                                | 1994 | [ 19 ] |
| "Angel in Disguise"                       | Brandy                                     | LaShawn Daniels Traci Hale Fred Jerkins III Rodney Jerkins Nycolia "Tye-V" Turman Joseph Lewis Thomas              | Never Say Never                       | 1998 | [ 18 ] |
| "Another Day in Paradise"                 | Brandy & Ray J                             | Phill Collins | Urban Renewal                         | 2001 | [ 20 ] |
| "Anybody"                                 | Brandy                                     | LaShawn Daniels Fred Jerkins III Rodney Jerkins Brandy Norwood Kenisha Pratt                                       | Full Moon                             | 2002 | [ 17 ] |
| "Apart"                                   | Brandy                                     | Keith Crouch Kenisha Pratt                                                                                         | Full Moon                             | 2002 | [ 17 ] |
| "As Long As You're Here"                  | Brandy                                     | Rochad Holiday Trina Powell Curtis "Sauce" Wilson Jeffrey Young                                                    | Brandy                                | 1994 | [ 19 ] |
| "B-Rocka Intro"                           | Brandy                                     | LaShawn Daniels Fred Jerkins III Rodney Jerkins Nora Payne Kenisha Pratt                                           | Full Moon                             | 2002 | [ 17 ] |
| "Baby"                                    | Brandy                                     | Keith Crouch Kipper Jones Rahsaan Patterson                                                                        | Brandy                                | 1994 | [ 19 ] |
| "Beginning Together"                      | Brandy                                     | i.u. | Sesame Beginnings: Beginning Together | 2005 | [ 21 ] |
| "Best Friend"                             | Brandy                                     | Keith Crouch Glenn McKinney                                                                                        | Brandy                                | 1994 | [ 19 ] |
| "Brokenhearted"                           | Brandy                                     | Keith Crouch Kipper Jones                                                                                          | Brandy                                | 1994 | [ 19 ] |
| "Camouflage"                              | Brandy                                     | Rodney Jerkins Claude Kelly                                                                                        | Human                                 | 2008 | [ 7 ]  |
| "Can You Hear Me Now?"                    | Brandy                                     | Richard Butler Nathaniel Hills                                                                                     | Two Eleven                            | 2012 | [ 11 ] |
| "Can We"                                  | Brandy                                     | LaShawn Daniels Rodney Jerkins Alex Greggs                                                                         | Full Moon                             | 2002 | [ 17 ] |
| "Come a Little Bit Closer"                | Brandy                                     | Stuart Brawley Jason Derlatka                                                                                      | Full Moon                             | 2002 | [ 17 ] |
| "Come As You Are"                         | Brandy                                     | Steve "Static" Garrett Tim Mosley                                                                                  | Afrodisiac                            | 2004 | [ 8 ]  |
| "Die Without You"                         | Brandy featuring Ray J                     | Attrell Cordes | Full Moon                             | 2002 | [ 17 ] |
| "Dig This"                                | Brandy                                     | Eric Hudson Johnta Austin                                                                                          | Meet the Browns                       | 2008 | [ 22 ] |
| "Do I Love You Because You're Beautiful?" | Brandy with Paolo Montalban                | Richard Rodgers Oscar Hammerstein II                                                                               | Askungen                              | 1997 | [ 16 ] |
| "Do You Know What You Have?"              | Brandy                                     | Sean Garrett Brandy Norwood Breyon Prescott Pierre Slaughter Michael Williams                                      | Two Eleven                            | 2012 | [ 11 ] |
| "(Everything I Do) I Do It for You"       | Brandy                                     | Bryan Adams Michael Kamen Robert John "Mutt" Lange                                                                 | Never Say Never                       | 1998 | [ 18 ] |
| "Fall"                                    | Brandy                                     | Brian Seals Brandy Norwood Natasha Bedingfield LaShawn Daniels                                                     | Human                                 | 2008 | [ 7 ]  |
| "Falling in Love with Love"               | Brandy with Paolo Montalban                | Richard Rodgers Lorenz Hart                                                                                        | Askungen                              | 1997 | [ 16 ] |
| "Finally"                                 | Brandy                                     | Walter Millsap III Candice Nelson Tim Mosley Brandy Norwood Hans Zimmer Nick Glennie-Smith Steven Stern Don Harper | Afrodisiac                            | 2004 | [ 8 ]  |
| "Focus"                                   | Brandy                                     | Walter Millsap III Candice Nelson Tim Mosley Isaac Phillip                                                         | Afrodisiac                            | 2004 | [ 8 ]  |
| "Full Moon"                               | Brandy                                     | Mike City | Full Moon                             | 2002 | [ 17 ] |
| "Give Me You"                             | Brandy                                     | Rochad Holiday Curtis "Sauce" Wilson Jeffrey Young Kenny Young                                                     | Brandy                                | 1994 | [ 19 ] |
| "Gonna Find My Love"                      | Brandy                                     | Brandy Norwood Toby Gad Lindy Robbins                                                                              | Human                                 | 2008 | [ 7 ]  |
| "Happy"                                   | Brandy                                     | LaShawn Daniels Rodney Jerkins Fred Jerkins III Brandy Norwood Joana Tejeda                                        | Never Say Never                       | 1998 | [ 18 ] |
| "Hardly Breathing"                        | Brandy                                     | Robert Butler Pierre Medor                                                                                         | Two Eleven                            | 2012 | [ 11 ] |
| "Have You Ever?"                          | Brandy                                     | Diane Warren | Never Say Never                       | 1998 | [ 18 ] |
| "He Is"                                   | Brandy                                     | Warryn Campbell Harold Lilly Brandy Norwood                                                                        | Full Moon                             | 2002 | [ 17 ] |
| "How I Feel"                              | Brandy                                     | Walter Millsap III Candice Nelson Erick Walls                                                                      | Afrodisiac                            | 2004 | [ 8 ]  |
| "Human"                                   | Brandy                                     | Brandy Norwood Toby Gad Lindy Robbins Esthero                                                                      | Human                                 | 2008 | [ 7 ]  |
| "I'm Yours"                               | Brandy                                     | Arvel McClinton Damon Thomas                                                                                       | Brandy                                | 1994 | [ 19 ] |
| "I Dedicate (Part I–III)"                 | Brandy                                     | Rochad Holiday Brandy Norwood Curtis "Sauce" Wilson Jeffrey Young                                                  | Brandy                                | 1994 | [ 19 ] |
| "I Don't Care"                            | Brandy                                     | Clinton Sparks Brandy Norwood Corey Gibson Grigancine Stacy Barthe                                                 | A Family Business                     | 2011 | [ 15 ] |
| "I Know Now"                              | Brandy                                     | i.u. | Bad Boy Presents: Thank You           | 2001 | [ 15 ] |
| "I Thought"                               | Brandy                                     | LaShawn Daniels Fred Jerkins III Rodney Jerkins                                                                    | Full Moon                             | 2002 | [ 17 ] |
| "I Tried"                                 | Brandy                                     | Walter Millsap III Candice Nelson Tim Mosley Will Champion Steve Harris Chris Martin Guy Berryman Johnny Buckland  | Afrodisiac                            | 2004 | [ 8 ]  |
| "I Wanna Be Down"                         | Brandy                                     | Keith Crouch Kipper Jones                                                                                          | Brandy                                | 1994 | [ 19 ] |
| "I Wanna Fall in Love"                    | Brandy                                     | LaShawn Daniels Brandy Norwood Kenisha Pratt Rodney Jerkins                                                        | Full Moon                             | 2002 | [ 17 ] |
| "Impossible"                              | Brandy with Whitney Houston                | Richard Rodgers Oscar Hammerstein II                                                                               | Askungen                              | 1997 | [ 16 ] |
| "In My Own Little Corner"                 | Brandy                                     | Richard Rodgers Oscar Hammerstein II                                                                               | Askungen                              | 1997 | [ 16 ] |
| "In the Car (Interlude)"                  | Brandy                                     | i.u. | Never Say Never                       | 1998 | [ 18 ] |
| "It All Belongs to Me"                    | Monica & Brandy                            | Rico Love Earl Hood Eric Goudy II                                                                                  | New Life                              | 2012 | [ 23 ] |
| "It's Not Worth It"                       | Brandy                                     | LaShawn Daniels Fred Jerkins III Rodney Jerkins                                                                    | Full Moon                             | 2002 | [ 17 ] |
| "It's Possible"                           | Brandy                                     | Richard Rodgers Oscar Hammerstein II                                                                               | Askungen                              | 1997 | [ 16 ] |
| "Learn the Hard Way"                      | Brandy                                     | LaShawn Daniels Fred Jerkins III Rodney Jerkins Sybil Jerkins Cherry Brandy Norwood Rick Williams                  | Never Say Never                       | 1998 | [ 18 ] |
| "Let Me Go"                               | Brandy                                     | Shondrae Crawford Sean Garrett Lykke Li Zachrisson Björn Yttling                                                   | Two Eleven                            | 2012 | [ 11 ] |
| "Lifeguard"                               | Brandy                                     | Jordan Omley Michael Mani Antonio Rayo                                                                             | A Family Business                     | 2011 | [ 15 ] |
| "Like It Was Yesterday"                   | Brandy                                     | Mike City | Afrodisiac                            | 2004 | [ 8 ]  |
| "Like This"                               | Brandy                                     | LaShawn Daniels Fred Jerkins III Rodney Jerkins Brandy Norwood                                                     | Full Moon                             | 2002 | [ 17 ] |
| "Locket (Locked in Love)"                 | Brandy                                     | Christopher Breaux Rich King Brian Seals                                                                           | Human                                 | 2008 | [ 7 ]  |
| "Long Distance"                           | Brandy                                     | Bruno Mars Philip Lawrence Rodney Jerkins Jeff Bhasker                                                             | Human                                 | 2008 | [ 7 ]  |
| "Long Distance (Interlude)"               | Brandy                                     | Brandy Norwood | Human                                 | 2008 | [ 7 ]  |
| "Love Is on My Side"                      | Brandy                                     | Robin Thicke Damon Thomas                                                                                          | Brandy                                | 1994 | [ 19 ] |
| "Love Wouldn't Count Me Out"              | Brandy                                     | LaShawn Daniels Brandy Norwood S. Johnson Fred Jerkins III                                                         | Full Moon                             | 2002 | [ 17 ] |
| "Missing You"                             | Brandy, Gladys Knight, Chaka Khan & Tamia  | Gordon Chambers Barry Eastmond                                                                                     | Set It Off                            | 1996 | [ 24 ] |
| "Moesha Theme Song"                       | Brandy                                     | i.u. | Moesha                                | 1996 | [ 25 ] |
| "Movin' On"                               | Brandy                                     | Keith Crouch | Brandy                                | 1994 | [ 19 ] |
| "Music"                                   | Brandy                                     | Mike City Breyon Prescott                                                                                          | Two Eleven                            | 2012 | [ 11 ] |
| "Necessary"                               | Brandy                                     | Rico Wade Patrick Brown Ray Murra Cee-Lo Green                                                                     | Afrodisiac                            | 2004 | [ 8 ]  |
| "Never Say Never"                         | Brandy                                     | LaShawn Daniels Brandy Norwood Fred Jerkins III Rodney Jerkins Japhe Tejeda Rick Williams                          | Never Say Never                       | 1998 | [ 18 ] |
| "No Such Thing as too Late"               | Brandy                                     | Richard Butler James Scheffer Daniel Morris                                                                        | Two Eleven                            | 2012 | [ 11 ] |
| "Nodding Off"                             | Brandy                                     | Walter Millsap III Candice Nelson Tim Mosley                                                                       | Afrodisiac                            | 2004 | [ 8 ]  |
| "Nothing"                                 | Brandy                                     | LaShawn Daniels Fred Jerkins III Kenisha Pratt                                                                     | Full Moon                             | 2002 | [ 17 ] |
| "One Voice"                               | Brandy                                     | Phil Gladston Gordon Chambers                                                                                      | Never Say Never                       | 1998 | [ 18 ] |
| "Open"                                    | Brandy                                     | Mike City | Osmosis Jones                         | 2003 | [ 26 ] |
| "Paint This House"                        | Brandy                                     | Robert Butler Eric Goody II Earl Hood Pierre Medor                                                                 | Two Eleven                            | 2012 | [ 11 ] |
| "Piano Man"                               | Brandy                                     | Rodney Jerkins Marvin "Tony" Hemmings Jordan Omley                                                                 | Human                                 | 2008 | [ 7 ]  |
| "Put It Down"                             | Brandy featuring Chris Brown               | Dwayne "Dem Jointz" Abernathy Chris Brown Shondrae Crawford Sean Garrett                                           | Two Eleven                            | 2012 | [ 11 ] |
| "Put That on Everything"                  | Brandy                                     | LaShawn Daniels Brandy Norwood Fred Jerkins III Rodney Jerkins Japhe Tejeda                                        | Never Say Never                       | 1998 | [ 18 ] |
| "Right Here (Departed)"                   | Brandy                                     | Rodney Jerkins E. Kidd Bogart David Quiñones Erika Nuri Victoria Horn                                              | Human                                 | 2008 | [ 7 ]  |
| "Sadiddy"                                 | Brandy                                     | Kenneth Pratt Kenisha Pratt Tim Mosley                                                                             | Afrodisiac                            | 2004 | [ 8 ]  |
| "Say You Will"                            | Brandy                                     | Theron Feemster | Afrodisiac                            | 2004 | [ 8 ]  |
| "Scared of Beautiful"                     | Brandy                                     | Christopher Breaux Warryn Campbell Breyon Prescott                                                                 | Two Eleven                            | 2012 | [ 11 ] |
| "Shattered Heart"                         | Brandy                                     | Rodney Jerkins Crystal Johnson LaShawn Daniels                                                                     | Human                                 | 2008 | [ 7 ]  |
| "Should I Go"                             | Brandy                                     | Walter Millsap III Candice Nelson Tim Mosley Will Champion Chris Martin Guy Berryman Johnny Buckland               | Afrodisiac                            | 2004 | [ 8 ]  |
| "Sirens"                                  | Brandy                                     | Steve "Static" Garrett Tim Mosley                                                                                  | Afrodisiac                            | 2004 | [ 8 ]  |
| "Sittin' Up in My Room"                   | Brandy                                     | Kenneth "Babyface" Edmonds                                                                                         | Waiting to Exhale                     | 1995 | [ 27 ] |
| "Slower"                                  | Brandy                                     | Chris Brown Brandy Norwood Breyon Prescott Sevyn Streeter Dave Taylor                                              | Two Eleven                            | 2012 | [ 11 ] |
| "So Sick"                                 | Brandy                                     | Sean Garrett Shondrae Crawford                                                                                     | Two Eleven                            | 2012 | [ 11 ] |
| "Sunny Day"                               | Brandy                                     | Rochad Holiday Curtis "Sauce" Wilson Jeffrey Young Mark Lomax                                                      | Brandy                                | 1994 | [ 19 ] |
| "Talk About Our Love"                     | Brandy featuring Kanye West                | Kanye West Harold Lilly Carlos Wilson Louis Wilson Ricardo A. Wilson Claude Cave II                                | Afrodisiac                            | 2004 | [ 8 ]  |
| "Talk to Me"                              | Brandy, Ray J & Willie                     | Scott "Shavoni" Parker Tommy Niblack                                                                               | A Family Business                     | 2011 | [ 15 ] |
| "Ten Minutes Ago"                         | Brandy with Paolo Montalban                | Richard Rodgers Lorenz Hart                                                                                        | Askungen                              | 1997 | [ 16 ] |
| "The Boy Is Mine"                         | Brandy & Monica                            | LaShawn Daniels Fred Jerkins III Rodney Jerkins Brandy Norwood Joana Tejeda                                        | Never Say Never                       | 1998 | [ 18 ] |
| "The Definition"                          | Brandy                                     | Rodney Jerkins Crystal Johnson                                                                                     | Human                                 | 2008 | [ 7 ]  |
| "The Sweetest Sound"                      | Brandy with Paolo Montalban                | Richard Rodgers Lorenz Hart                                                                                        | Askungen                              | 1997 | [ 16 ] |
| "Tomorrow"                                | Brandy                                     | LaShawn Daniels Fred Jerkins III Rodney Jerkins Brandy Norwood Joana Tejeda                                        | Never Say Never                       | 1998 | [ 18 ] |
| "Top of the World"                        | Brandy featuring Mase                      | Mason Betha Isaac Phillips Nycolia Turman LaShawn Daniels Fred Jerkins III Rodney Jerkins                          | Never Say Never                       | 1998 | [ 18 ] |
| "Torn Down"                               | Brandy                                     | Kevin Risto Waynne Nugent Dapo Torimiro James Fauntleroy                                                           | Human                                 | 2008 | [ 7 ]  |
| "True"                                    | Brandy                                     | Nadir Khayat Claude Kelly                                                                                          | Human                                 | 2008 | [ 7 ]  |
| "Truthfully"                              | Brandy                                     | LaShawn Daniels Fred Jerkins III Rodney Jerkins Brandy Norwood Joana Tejeda                                        | Never Say Never                       | 1998 | [ 18 ] |
| "Turn It Up"                              | Brandy                                     | Walter Millsap III Candice Nelson Tim Mosley                                                                       | Afrodisiac                            | 2004 | [ 8 ]  |
| "U Don't Know Me (Like U Used To)"        | Brandy                                     | Sean Bryant Paris Davis Rodney Jerkins Brandy Norwood Isaac Phillips                                               | Never Say Never                       | 1998 | [ 18 ] |
| "Warm It Up (With Love)"                  | Brandy                                     | Rodney Jerkins Marvin "Tony" Hemmings Jordan Omley                                                                 | Human                                 | 2008 | [ 7 ]  |
| "What About Us?"                          | Brandy                                     | LaShawn Daniels Fred Jerkins III Rodney Jerkins Nora Payne Kenisha Pratt                                           | Full Moon                             | 2002 | [ 17 ] |
| "What You Need"                           | Brandy                                     | Shondrae Crawford Sean Garrett                                                                                     | Two Eleven                            | 2012 | [ 11 ] |
| "When You Touch Me"                       | Brandy                                     | LaShawn Daniels Fred Jerkins III Rodney Jerkins Robert Smith                                                       | Full Moon                             | 2002 | [ 17 ] |
| "Where Are You Now?"                      | Brandy                                     | Lenny Kravitz | Batman Forever                        | 2005 | [ 28 ] |
| "Where You Wanna Be"                      | Brandy featuring T.I.                      | Kanye West Harold Lilly                                                                                            | Afrodisiac                            | 2004 | [ 8 ]  |
| "Who I Am"                                | Brandy                                     | Warryn Campbell Joi Campbell                                                                                       | Afrodisiac                            | 2004 | [ 8 ]  |
| "Who Is She 2 U"                          | Brandy                                     | Walter Millsap III Candice Nelson Tim Mosley Leon Ware Jacqueline Hilliard                                         | Afrodisiac                            | 2004 | [ 8 ]  |
| "Wildest Dreams"                          | Brandy                                     | Sean Garrett Justin Henderson Christoper Whitacre                                                                  | Two Eleven                            | 2012 | [ 11 ] |
| "Wish Your Love Away"                     | Brandy                                     | Brandon Ramon Johnson Tiyon "TC" Mack Ryuichi Sakamoto Mario Winans                                                | Two Eleven                            | 2012 | [ 11 ] |
| "Without You"                             | Brandy                                     | Eric Bellinger Courtney Harrell Brandy Norwood Breyon Prescott Harmony Samuels                                     | Two Eleven                            | 2012 | [ 11 ] |
| "WOW"                                     | Brandy                                     | LaShawn Daniels Fred Jerkins III Nora Payne Kenisha Pratt, Robert Smith                                            | Full Moon                             | 2002 | [ 17 ] |
| "You're the Only One for Me"              | Brandy                                     | i.u. | non-album promo release               | 2000 | [ 29 ] |

### Som medverkande artist

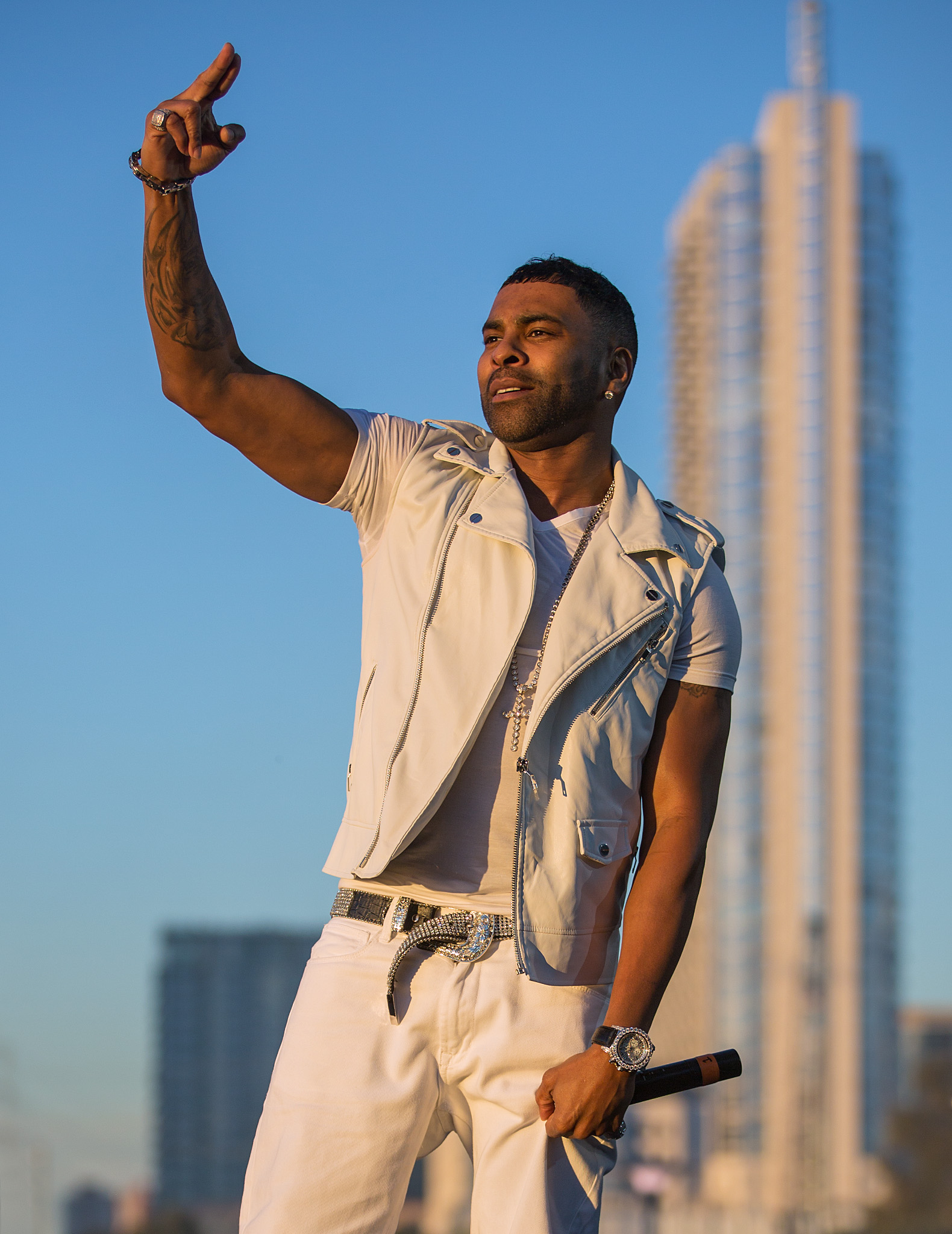
2009 medverkade Norwood som gästartist på "Bridge to Love" av Ginuwine.

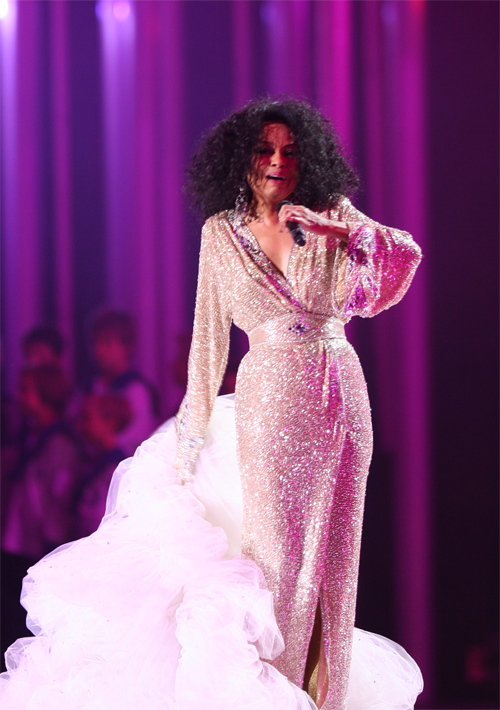
Norwood spelade in "Love is All That Matters" med Diana Ross till TV-filmen Double Platinum. Samarbetet blev uppmärksammat av media men på grund av skivbolagspolitik kunde låten aldrig ges ut som en singel.

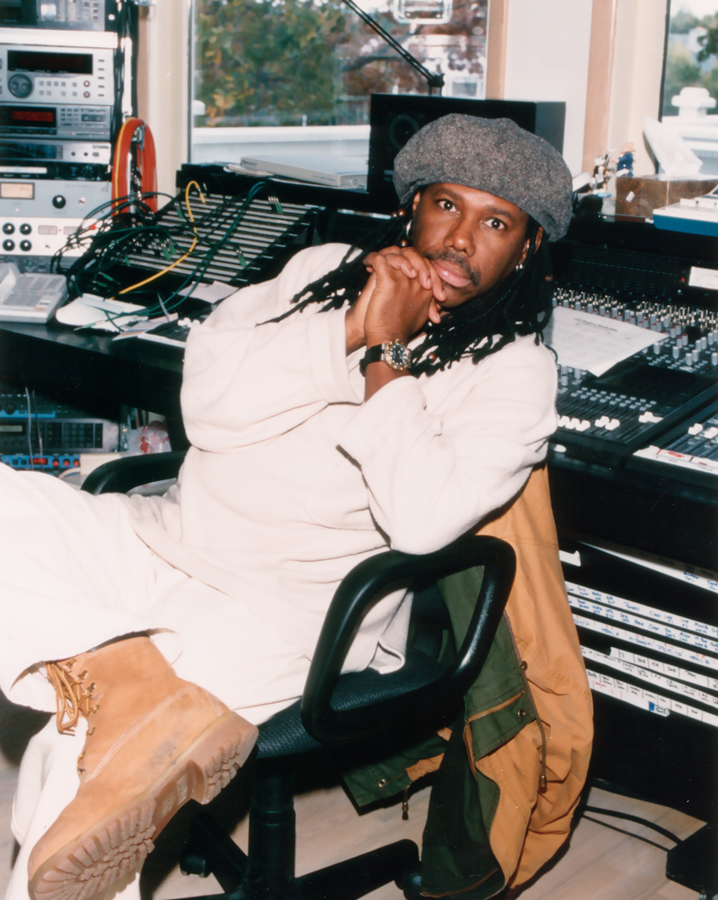
2014 medverkade Norwood och Nile Rodgers (på bilden) som gästartister på danspoplåten "Magic" av Mystery Skulls.

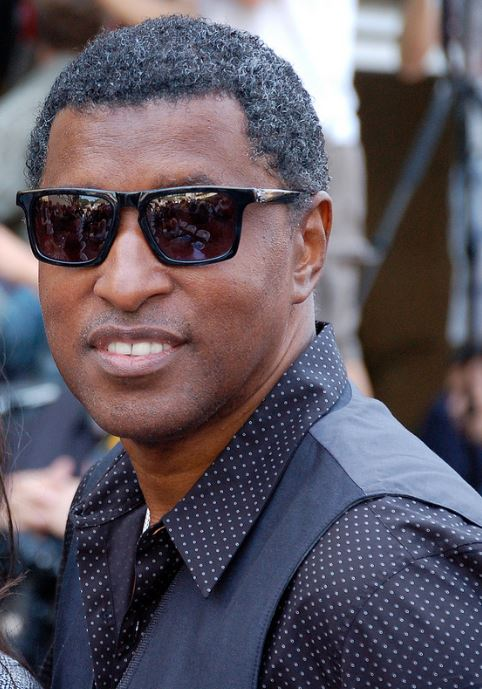
2007 medverkade Norwood som gästartist på "Please Come to Boston" av Babyface.

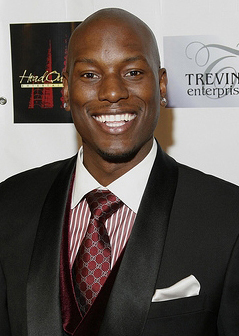
2015 medverkade Norwood som gästartist på "Rest of Our Lives" av Tyrese Gibson.

| Låt                                            | Artist(er)                                                                            | Låtskrivare                                                                                      | Album                           | År   | Ref.   |
| ---------------------------------------------- | ------------------------------------------------------------------------------------- | ------------------------------------------------------------------------------------------------ | ------------------------------- | ---- | ------ |
| "A Love Shared"                                | Willie Norwood featuring Brandy & Kirk Whalum                                         | Cedric Caldwell Victor Caldwell Winans                                                           | Bout It                         | 2001 | [ 31 ] |
| "Bring Me Down"                                | Kanye West featuring Brandy                                                           | Kanye West                                                                                       | Late Registration               | 2005 | [ 32 ] |
| "Bridge to Love"                               | Ginuwine featuring Brandy                                                             | Adonis Shropshire Blac Elvis                                                                     | A Man's Thoughts                | 2009 | [ 33 ] |
| "Conquer the World"                            | Jessie J featuring Brandy                                                             | Jessica Cornish Claude Kelly John Webb Anders Froen J. DeBardlabon Are Sorknes                   | Alive                           | 2013 | [ 34 ] |
| "Dance with Us"                                | Diddy featuring Brandy & Bow Wow                                                      | Dante Nolen Mechalie Jamison Nisan Stewart Rahman "Rocky" Griffin Sean Combs                     | Den vilda familjen Thornberry   | 2002 | [ 35 ] |
| "Do Better"                                    | Chris Brown featuring Brandy                                                          | Chris Brown Brandy Rayana Norwood Glass John Brent Paschke                                       | X                               | 2014 | [ 36 ] |
| "Formal Invite (Knockout Entertainment Remix)" | Ray J featuring Shorty Mack & Brandy                                                  | LaShawn Daniels Fred Jerkins III Rodney Jerkins Nora Payne Robert Smith                          | This Ain't a Game               | 2001 | [ 37 ] |
| "God On My Mind"                               | The Walls Group featuring Brandy                                                      | i.u.                                                                                             | Fast Forward                    | 2014 | [ 38 ] |
| "Into My Eyes"                                 | Stacy Francis with Brandy                                                             | i.u.                                                                                             | My Soulful Side                 | 2008 | [ 39 ] |
| "Jook Joint Intro"                             | Quincy Jones featuring Brandy & Various Artists                                       | i.u.                                                                                             | Q's Jook Joint                  | 1994 | [ 40 ] |
| "Love Is All That Matters"                     | Diana Ross featuring Brandy                                                           | Diane Warren                                                                                     | Every Day Is a New Day          | 1999 | [ 41 ] |
| "Magic"                                        | Mystery Skulls featuring Brandy & Nile Rodgers                                        | i.u.                                                                                             | Forever                         | 2014 | [ 42 ] |
| "Meet in tha Middle"                           | Timbaland featuring Bran'Nu                                                           | Timothy Clayton Brandy Norwood John Maultsby Tim Mosley Paul Dawson Jamal Jones                  | Shock Value II                  | 2009 | [ 43 ] |
| "N 2 da Music"                                 | Timbaland & Magoo featuring Brandy                                                    | Timothy Clayton Melvin Barcliff Tim Mosley                                                       | Under Construction, Part II     | 2003 | [ 44 ] |
| "Number One"                                   | Mystery Skulls featuring Brandy & Nile Rodgers                                        | i.u.                                                                                             | Forever                         | 2014 | [ 42 ] |
| "Please Come to Boston"                        | Babyface featuring Brandy                                                             | Dave Loggins                                                                                     | Playlist                        | 2007 | [ 45 ] |
| "Quickly"                                      | John Legend featuring Brandy                                                          | Christopher Breaux Dapo Torimiro John Stephens Kevin Risto Waynne Nugent                         | Evolver                         | 2007 | [ 46 ] |
| "Rest of Our Lives"                            | Tyrese featuring Brandy                                                               | Asaleana Elliott Tyrese Gibson Brandon Hodge Aaron Sledge Leon Timbo                             | Black Rose                      | 2015 | [ 47 ] |
| "Rock with You"                                | Quincy Jones with Brandy & Heavy D                                                    | Rod Temperton                                                                                    | Q's Jook Joint                  | 1994 | [ 40 ] |
| "Somethin' Bout You"                           | Carl Thomas featuring Brandy                                                          | Mike City                                                                                        | So Much Better                  | 2007 | [ 48 ] |
| "Special"                                      | Snoop Dogg featuring Brandy & Pharrell                                                | Pharrell Williams                                                                                | Malice n Wonderland             | 2009 | [ 49 ] |
| "Stuff Like That"                              | Quincy Jones with Ashford & Simpson, Brandy, Chaka Khan, Charlie Wilson & Ray Charles | Quincy Jones Valerie Simpson Nick Ashford Eric Gale Steve Gadd Richard Tee Ralph McDonald        | Q's Jook Joint                  | 1994 | [ 40 ] |
| "Symphony"                                     | Timbaland featuring Attitude, Bran'Nu & D.O.E.                                        | Timothy Clayton Brandy Norwood John Maultsby Tim Mosley Brandy Norwood Jim Beanz Keithin Pittman | Shock Value II                  | 2009 | [ 43 ] |
| "Tell Me"                                      | Sho featuring Brandy                                                                  | Cedric Lamar Mayfield                                                                            | Sho & Tell (Thug & A Gentleman) | 2009 | [ 50 ] |
| "Thank You"                                    | Ray J featuring Brandy                                                                | Keith Crouch Kipper Jones                                                                        | Everything You Want             | 1997 | [ 51 ] |
| "Thought You Said"                             | Diddy featuring Brandy                                                                | Sean Combs Sean Garrett Shannon Jones Leroy Watson Mario Winans                                  | Press Play                      | 2006 | [ 52 ] |
| "Wake Up Everybody"                            | Various Artists                                                                       | John Whitehead Gene McFadden Victor Carstarphen                                                  | Wake Up Everybody               | 1998 | [ 53 ] |
| "War Is Over"                                  | Ray J featuring Brandy                                                                | Brandy Norwood Noel "Detail" Fisher Willie Norwood, Jr.                                          | Raydiation                      | 2005 | [ 54 ] |
| "We Are the World 25 for Haiti"                | Artists for Haiti                                                                     | Michael Jackson Lionel Richie                                                                    | välgörenhetssingel              | 2010 | [ 55 ] |
| "What Are We Doing"                            | Robert Glasper featuring Brandy                                                       | Robert Glasper Claude Kelly Brandy Norwood                                                       | Black Radio 2                   | 2013 | [ 56 ] |

## Outgivet material

### 0-9
| Låttitel      | Låtskrivare | Notering                                                          | Läckt |
| ------------- | ----------- | ----------------------------------------------------------------- | ----- |
| "2nd Thought" | i.u.        |                                                                   | Ja    |
| "808"         | i.u.        | Överblivet spår från Timbalands tredje studioalbum Shock Value II | Ja    |

### A
| Låttitel                      | Låtskrivare                                                       | Notering | Läckt |
| ----------------------------- | ----------------------------------------------------------------- | --- | ----- |
| "Adios" (Featuring Sean Paul) | Timbaland, Walter Milsap III, Candice Nelson, Sean Paul Henriques | Inspelad till Brandys fjärde studioalbum Afrodisiac (2004). Samplar Sean Pauls "Gimme the Light" (2002). I en intervju 2013 förklarade sångaren att hon inte visste vem som hade låten. | Nej   |
| "After That"                  | i.u.                                                              | | Ja    |
| "After the Flood"             | Rodney "Darkchild" Jerkins                                        | Inspelad till Brandys femte studioalbum Human (2008). | Ja    |

### B
| Låttitel                              | Låtskrivare                                                           | Notering | Läckt |
| ------------------------------------- | --------------------------------------------------------------------- | --- | ----- |
| "Back and Forth"                      | Eric Hudson                                                           | | Ja    |
| "Betcha Didn't Know"                  | Makeba Riddick, Mikkel Storleer Eriksen, Tor Erik Hermansen, Stargate | Först inspelad av Megan Rochell till hennes outgivna debutalbum You, Me and the Radio (2006) | Ja    |
| "Between Me and You"                  | Stargate                                                              | Även inspelad av popgruppen Blue till deras ännu-inte-namngivna sjätte studioalbum | Ja    |
| "Believer" (Esthero featuring Brandy) | Toya Alexis, State of Emergency                                       | | Ja    |
| "Believer"                            | James Fauntleroy, Timothy Mosley, Jerome Harmon                       | Inspelad till Brandys femte studioalbum Human (2008). Först inspelad av James Fauntleroy. | Ja    |
| "Black Pepper"                        | Timbaland                                                             | Inspelad till Brandys fjärde studioalbum Afrodisiac (2004). Beskrevs som en "hyper, klubb-vänlig låt med stor basgång av Vibe Magazine. I en intervju 2013 förklarade sångaren att varken hon eller Timbaland visste var låten var. | Nej   |
| "Boom In It"                          | i.u.                                                                  | | Ja    |
| "Bring it Back"                       | Bryan-Michael Cox                                                     | | Ja    |

### C
| Låttitel                  | Låtskrivare                                                    | Notering                                                                                        | Läckt |
| ------------------------- | -------------------------------------------------------------- | ----------------------------------------------------------------------------------------------- | ----- |
| "Can't Cope"              | Stacy Barthe, Theron Feemster, Corey Gibson, Brandy Norwoood   | Inspelad i realityserien Brandy & Ray J: A Family Business (2011). Låten färdigställdes aldrig. | Nej   |
| "Casualties"              | Midi Mafia                                                     |                                                                                                 | Ja    |
| "Change (For the Better)" | Hit-Boy                                                        |                                                                                                 | Ja    |
| "Comin' Over"             | i.u.                                                           |                                                                                                 | Ja    |
| "Cry"                     | Bryan Michael Cox, Adonis Shropshire, Kendrick "WyldCard" Dean |                                                                                                 | Nej   |

### D
| Låttitel                     | Låtskrivare                                 | Notering                                                                       | Läckt |
| ---------------------------- | ------------------------------------------- | ------------------------------------------------------------------------------ | ----- |
| Decisions" (Duett med Ne-Yo) | Stargate, Ne-Yo                             | Även inspelad av RichGirl till deras mixtape Fall in Love with RichGirl (2011) | Ja    |
| "Deepest Thoughts"           | Mike City                                   |                                                                                | Ja    |
| "Doesn't Really Matter"      | Brandy Norwood, Robert Smith, Blake English |                                                                                | Ja    |
| "Drum Life"                  | Timbaland                                   |                                                                                | Ja    |

### E
| Låttitel | Låtskrivare                                 | Notering                                                                 | Läckt |
| -------- | ------------------------------------------- | ------------------------------------------------------------------------ | ----- |
| Escape"  | Brandy Norwood, Robert Smith, Blake English | Återinspelad av Kiley Dean till hennes outgivna album Simple Girl (2004) | Ja    |

### F
| Låttitel                                      | Låtskrivare                                                          | Notering                                                                                                   | Läckt |
| --------------------------------------------- | -------------------------------------------------------------------- | --- | ----- |
| "Fall" (Duett med Natasha Bedingfield)        | Natasha Bedingfield, LaShawn Daniels, Brandy Norwood, Brian Seals    | | Ja    |
| "Fear of Flying"                              | Ian Dench, Amanda Ghost, Mikkel Storleer Eriksen, Tor Erik Hermansen | Även inspelad av Alexandra Burke och Amanda Ghost. Låten samplas i Hikaru Utadas "This Is the One" (2009). | Ja    |
| "Feel So Good"                                | Kenisha Pratt, LaCarol Pratt, Phillip Miles                          | | Ja    |
| "First Lady" (Rhona Bennett featuring Brandy) | TONE, J.Y. Park, Rhona Bennett                                       | Inspelad till Bennetts outgivna studioalbum The Anticipation of R&B.                                       | Ja    |
| "Fooled By the Moon"                          | Diane Warren                                                         | | Ja    |
| "Follow Me"                                   | Brandy Norwood, Robert Smith                                         | | Ja    |
| "Freedom"                                     | Frank Ocean, Rich King, Antwoine "T-Wiz" Collins                     | | Ja    |

### G
| Låttitel                 | Låtskrivare                                                                 | Notering                                                          | Läckt |
| ------------------------ | --------------------------------------------------------------------------- | ----------------------------------------------------------------- | ----- |
| "God Gave Me My Way"     | Mischke Butler, Harvey Mason, Jr., Damon Thomas, The Underdogs              |                                                                   | Nej   |
| "Gone From Me"           | Christian Ballard, Lindy Benson, Andrew Murray                              |                                                                   | Nej   |
| "Goodnight, Goodmorning" | Shaffer Smith, Mikkel Storleer Eriksen, Tor Erik Hermansen, Ne-Yo, Stargate | Återinspelad av Alexandra Burke till hennes album Overcome (2009) | Ja    |

### H
| Låttitel   | Låtskrivare                                                            | Notering | Läckt |
| ---------- | ---------------------------------------------------------------------- | --- | ----- |
| "Home"     | Timbaland                                                              | | Ja    |
| "Honey"    | Kenisha Pratt, Frederik Nordsoe Schjoldan, Louis Winding, Maximum risk | | Ja    |
| "How High" | Get Familiar                                                           | Inspelad till Norwoods sjätte studioalbum Two Eleven (2012). | Ja    |
| "Hush"     | Kenishia Pratt, Timbaland                                              | Inspelad till Norwoods sjätte studioalbum Afrodisiac (2004) men inkluderades aldrig på skivans slutgiltiga innehållsförteckning. Låten blev en tid senare stulen när sångaren lämnade in sin bil för att tvättas. | Nej   |

### I
| Låttitel                     | Låtskrivare                                                              | Notering | Läckt |
| ---------------------------- | ------------------------------------------------------------------------ | --- | ----- |
| "I Can't Wait"               | Stargate                                                                 | | Ja    |
| "I Don't Really Care"        | Stargate                                                                 | Även inspelad av Ne-Yo.                                                                                              | Ja    |
| "I'm Right Here"             | Stargate, Ne-Yo                                                          | Även inspelad av Ne-Yo med titeln "She's Right Here". Låten samplas av Elliott Yamin på hennes “Never Let Go” (2009) | Ja    |
| "In My Head"                 | Stacy Barthe, Corey Gibson, Sean Marshall, Brandy Norwoood, Gary Spriggs | Inspelad till Norwoods sjätte studioalbum Two Eleven (2012).                                                         | Nej   |
| "It Never Happened"          | Mike City                                                                | Inspelad till Citys outgivna album Mike City a.k.a. Mikey Day Sing-a-Long.                                           | Nej   |
| "It's My Party"              | Babyface, Brandy Norwood                                                 | Samplar Lesley Gores "It's My Party" (1963)                                                                          | Nej   |
| "It's On"                    | Brandy Norwood, Robert Smith                                             | | Ja    |
| "I've Seen Your Kind Before" | Jason Boyd, Brandy Norwood, Robert Smith                                 | | Nej   |
| "I Really Like It"           | i.u.                                                                     | Även inspelad av Kelly Price.                                                                                        | Nej   |

### J
| Låttitel          | Låtskrivare | Notering | Läckt |
| ----------------- | ----------- | -------- | ----- |
| "Just Like Tommy" | Mike City   |          | Ja    |

### K
| Låttitel | Låtskrivare   | Notering | Läckt |
| -------- | ------------- | -------- | ----- |
| "Keyed"  | Brian Kennedy |          | Ja    |

### L
| Låttitel           | Låtskrivare                                              | Notering | Läckt |
| ------------------ | -------------------------------------------------------- | --- | ----- |
| "La La Land"       | Dr. Dre, Static Major                                    | Inspelad till Norwoods fjärde studioalbum Afrodisiac (2004). Var vid minst ett tillfälle tänkt att ges ut som en singel från skivan. | Ja    |
| "Lately"           | Kenisha Pratt, Frederik Nordsoe Schjoldan, Louis Winding | | Ja    |
| "Leave"            | Brandy Norwood, Robert Smith, Blake English, Nora Payne  | | Ja    |
| "List"             | James Fauntleroy, The Underdogs                          | | Ja    |
| "Love Me the Most" | i.u.                                                     | | Ja    |

### M
| Låttitel       | Låtskrivare                                              | Notering | Läckt |
| -------------- | -------------------------------------------------------- | --- | ----- |
| "Make Believe" | Stacy Barthe, Cory Chorus                                | Inspelad till Norwoods sjätte studioalbum Two Eleven (2012). Var vid minst ett tillfälle tänkt att ges ut som en singel från skivan. | Nej   |
| "Maximum Risk" | Kenisha Pratt, Frederik Nordsoe Schjoldan, Louis Winding | | Ja    |

### N
| Låttitel | Låtskrivare                  | Notering                                         | Läckt |
| -------- | ---------------------------- | ------------------------------------------------ | ----- |
| "Neva B" | Norman Gregg, Rodney Jerkins | Inspelad till Fats outgivna album In da Kitchen. | Ja    |

### O
| Låttitel    | Låtskrivare   | Notering | Läckt |
| ----------- | ------------- | -------- | ----- |
| "One Thing" | Brian Kennedy |          | Ja    |

### P
| Låttitel         | Låtskrivare                               | Notering                        | Läckt |
| ---------------- | ----------------------------------------- | ------------------------------- | ----- |
| "Parachutes"     | Frank Ocean, Antwoine Collions, Rich King | Även känd under titeln "Today". | Ja    |
| "Perfect Love"   | i.u.                                      |                                 | Ja    |
| "Porcelain Doll" | Chasity Nwagbara, Elvis Williams          |                                 | Ja    |

### R
| Låttitel      | Låtskrivare                                                            | Notering                                                                     | Läckt |
| ------------- | ---------------------------------------------------------------------- | ---------------------------------------------------------------------------- | ----- |
| "Ryde or Die" | Robert "Big Bert" Smith, Brandy Norwood, Blake English, Robert Anthony | Återinspelad av Jennifer Lopez till hennes femte studioalbum Rebirth (2005). | Ja    |

### S
| Låttitel                                                 | Låtskrivare                                                | Notering                                                  | Läckt |
| -------------------------------------------------------- | ---------------------------------------------------------- | --------------------------------------------------------- | ----- |
| "Show Dat Bra" (Timbaland featuring Bran' Nu & Attitude) | Timbaland                                                  |                                                           | Ja    |
| "Silent Night"                                           | Kadis & Sean                                               |                                                           | Ja    |
| "Slow Love"                                              | Stargate                                                   | Även inspelad av Beyonce Knowles.                         | Ja    |
| "Sober"                                                  | Brandy Norwood                                             |                                                           | Ja    |
| "Sometimes"                                              | Brandy Norwood, Robert Smith                               |                                                           | Ja    |
| "Stand Back"                                             | i.u.                                                       | Demoversion inspelad av James Fauntleroy.                 | Ja    |
| "Stupid In Love"                                         | Shaffer Smith, Mikkel Storleer Eriksen, Tor Erik Hermansen | Återinspelad av Rihanna till hennes album Rated R (2009). | Ja    |
| "Sunday Morning"                                         | i.u.                                                       |                                                           | Ja    |
| "Sunshine"                                               | Brandy Norwood, Robert Smith                               |                                                           | Nej   |
| "Supreme"                                                | i.u.                                                       |                                                           | Ja    |
| "Surprise Ending"                                        | Frank Ocean                                                |                                                           | Ja    |

### T
| Låttitel              | Låtskrivare                                                | Notering                                                           | Läckt |
| --------------------- | ---------------------------------------------------------- | ------------------------------------------------------------------ | ----- |
| "Take Me Away"        | Brandy Norwood, Robert Smith, Blake English, Nora Payne    | Återinspelad av Tarralyn Ramsey till hennes album Tarralyn (2004). | Ja    |
| "Take Me Back"        | i.u.                                                       |                                                                    | Ja    |
| "Tell 'Em"            | i.u.                                                       |                                                                    | Ja    |
| "The Game Up"         | Tim Mosley, Harold Lilly                                   |                                                                    | Nej   |
| "The Joneses"         | Mike City                                                  |                                                                    | Ja    |
| "The Only One for Me" | i.u.                                                       |                                                                    | Ja    |
| "This Must Be Love"   | Caleb Simms, Vincent Davis, Blake English                  |                                                                    | Ja    |
| "Throw It All Away"   | Mike City                                                  |                                                                    | Ja    |
| "Too Little Too Late" | Shaffer Smith, Mikkel Storleer Eriksen, Tor Erik Hermansen |                                                                    | Ja    |

### V
| Låttitel  | Låtskrivare | Notering | Läckt |
| --------- | ----------- | -------- | ----- |
| "Vibrant" | Babyface    |          | Ja    |

### W
| Låttitel              | Låtskrivare                                     | Notering                                                     | Läckt |
| --------------------- | ----------------------------------------------- | ------------------------------------------------------------ | ----- |
| "Wastin' My Time"     | John Knight                                     |                                                              | Nej   |
| "Whenever U Like"     | Timbaland, Brandy Norwood                       |                                                              | Ja    |
| "White Flag"          | Frank Ocean, Brandy Norwood, Hit-Boy            | Inspelad till Norwoods sjätte studioalbum Two Eleven (2012). | Nej   |
| "Who's the Loser Now" | James Fauntleroy, Timothy Mosley, Jerome Harmon |                                                              | Nej   |

### Y
| Låttitel           | Låtskrivare       | Notering | Läckt |
| ------------------ | ----------------- | -------- | ----- |
| "You're Beautiful" | i.u.              |          | Ja    |
| "You Got That"     | Bryan Michael Cox |          | Ja    |